# Alkupis
L'Alkupis és un riu del districte municipal de Kėdainiai (Lituània). Flueix durant 12,3 quilòmetres i té una àrea de 41,8 km², i acaba desembocant al Nevėžis.